# Austin 15
Der Austin 15 hp war ein Kompaktklasse-Pkw, den die Austin Motor Company von 1909 bis 1913 fertigte.

## Von Jahr zu Jahr

### Austin 15 hp (1909–1910)
Der erste Austin 15 hp besaß einen seitengesteuerten Vierzylinder-Reihenmotor mit 89 mm Bohrungsdurchmesser und 102 mm Hub, was einen Hubraum von 2539 cm³ ergab. 1909 war er das kleinste Vierzylindermodell in der Austin-Palette. Nur der einzylindrige Austin 7 war noch kleiner.
Es gab Fahrgestelle mit zwei unterschiedlichen Radständen, die in ihrer Größe aber auch am unteren Ende der Modellpalette standen. In dieser Form wurden die Wagen bis 1910 gebaut.

### Austin 15 hp (1911–1913)
1911 wurden sowohl der Radstand des Fahrgestells als auch Hubraum des Motors vergrößert. Der Hub der Zylinder wurde auf 114 mm verlängert, was zu einem Hubraum von 2.864 cm³ führte.
Es gab nur noch ein Fahrgestell mit 2.819 mm Radstand. Damit nahm der 15 hp wiederum den zweiten Platz in der Modellpalette hinter dem kleinen Vierzylindermodell Austin 10 hp ein.
1914 war dieses Modell verschwunden, ohne dass es einen Nachfolger gegeben hätte.